# 1056
| Calendário gregoriano                                                        | 1056 MLVI                                            |
| Ab urbe condita                                                              | 1809                                                 |
| Calendário arménio                                                           | 505 – 506                                            |
| Calendário bahá'í                                                            | -788 – -787                                          |
| Calendário budista                                                           | 1600                                                 |
| Calendário chinês                                                            | 3752 – 3753 Início a 19 de janeiro (aproximadamente) |
| Calendário copta                                                             | 772 – 773                                            |
| Calendário etíope                                                            | 1048 – 1049                                          |
| Calendários hindus - Vikram Samvat - Calendário nacional indiano - Cáli Iuga | 1111 – 1112 977 – 978 4156 – 4157                    |
| Calendário Holoceno                                                          | 11056                                                |
| Calendário islâmico                                                          | 448 – 449                                            |
| Calendário judaico                                                           | 4816 – 4817                                          |
| Calendário persa                                                             | 434 – 435                                            |
| Calendário rúnico                                                            | 1306                                                 |
| Calendário solar tailandês                                                   | 1599                                                 |

1056 (MLVI, na numeração romana) foi um ano bissexto do século XI do Calendário Juliano, da Era de Cristo, e as suas letras dominicais foram G e F (52 semanas), teve início a uma segunda-feira e terminou a uma terça-feira.
No território que viria a ser o reino de Portugal estava em vigor a Era de César que já contava 1094 anos.
| Ano completo                            |
| --------------------------------------- |
| Ano bissexto com início à segunda-feira |

## Eventos
- 22 de abril — observada uma supernova no local da Nebulosa do Caranguejo.
- Miguel VI, o Estratiótico  torna-se imperador de Bizâncio, sucedendo a Teodora.
- Concílio de Compostela.
- Início da Dinastia Almorávida no Norte de África.

## Nascimentos
- Aleixo I Comneno — imperador bizantino
- Guilherme II de Inglaterra (data provável)
- Armengol IV de Urgel — Conde de Urgel  (m. 1092).
- Abedalá ibne Bologuine —  quarto e último emir zírida da taifa de Granada entre 1073 e 1090  (m. 1095).

## Mortes
- 5 de outubro — Henrique III, Sacro Imperador Romano-Germânico n. 1017.